# أم ورقة الأنصارية
أم ورقة الأنصارية  أوأم ورقة بنت عبد الله بن الحارث. ويقال لها أم ورقة بنت نوفل فنسبت إلى جدها الأعلى. أسلمت وبايعت النبي محمد، وكانت تجمع القرآن. استأذنت النبي في الخروج معه إلى بدر لمداوة الجرحى، وتمريض المرضى، فقال النبي: «إن الله مهّد لك شهادة»  فكان يسميها الشهيدة. اغتالها غلام وجارية لها كانت دبّرتهما (أي اعتقتهما بعد موتها) في إمارة عمر بن الخطاب، فقبض عليهما وصُلبا. وكانا أول مصلوبين في المدينة.

## نسبها
هي أم ورقة بنت عبد الله بن الحارث بن عُويمر بن نوفل.